# Richard Weiss (zapaśnik)
Richard Weiss (ur. 1 lipca 1973) – australijski zapaśnik walczący w stylu wolnym. Olimpijczyk z Atlanty 1996, gdzie zajął szesnaste miejsce w wadze lekkiej.
Zajął jedenaste miejsce na mistrzostwach świata w 1998, osiemnaste w 1997 i trzydzieste w 1995. Mistrz Oceanii w 1995 i 1996 roku.

## Letnie Igrzyska Olimpijskie 1996
| Konkurencja      | Rundy eliminacyjne    | Rundy eliminacyjne | Rundy eliminacyjne   | Klas. końcowa |
| Konkurencja      | Przeciwnik I          | Przeciwnik II      | Przeciwnik III       | Miejsce       |
| ---------------- | --------------------- | ------------------ | -------------------- | ------------- |
| 68 kg styl wolny | Craig Roberts (CAN) P | Wolny los Z        | Akbar Fallah (IRI) P | 16.           |